# SSETI Express
SSETI Express é um satélite artificial com 3 cubesats educacionais, desenvolvido pelo projecto SSETI, da Agência Espacial Europeia, totalmente construído por estudantes de 13 países europeus.
O SSETI Express foi lançado com sucesso a 27 de Outubro de 2005 através do foguetão KOSMOS 3M, lançado a partir da Rússia, no qual ficará em baixa altitude. Depois de se encontrar em órbita o o objectivo do satélite será fotografar a Terra e agir como um receptor-transmissor para a comunidade de radioamadores apoiada pela ESA durante pelo menos os dois meses previstos de vida ou até ao final de vida útil do equipamento.
Segue-se a lista de países com estudantes a participar no projecto:
- Alemanha: Propulsão;
- Áustria: Comunicações UHF e Infra-estrutura;
- Canadá: Fabrico dos T-Pod;
- Dinamarca: Câmara, Computador de Bordo, Sistema de controlo e determinação de atitude;
- Espanha: Análise de missão;
- Itália: Sistema de energia eléctrica:
- Polónia: Comunicações S-Band, Operações;
- Portugal: Estrutura e configuração;
- Suíça: Controlo da propulsão;